# Burladingen

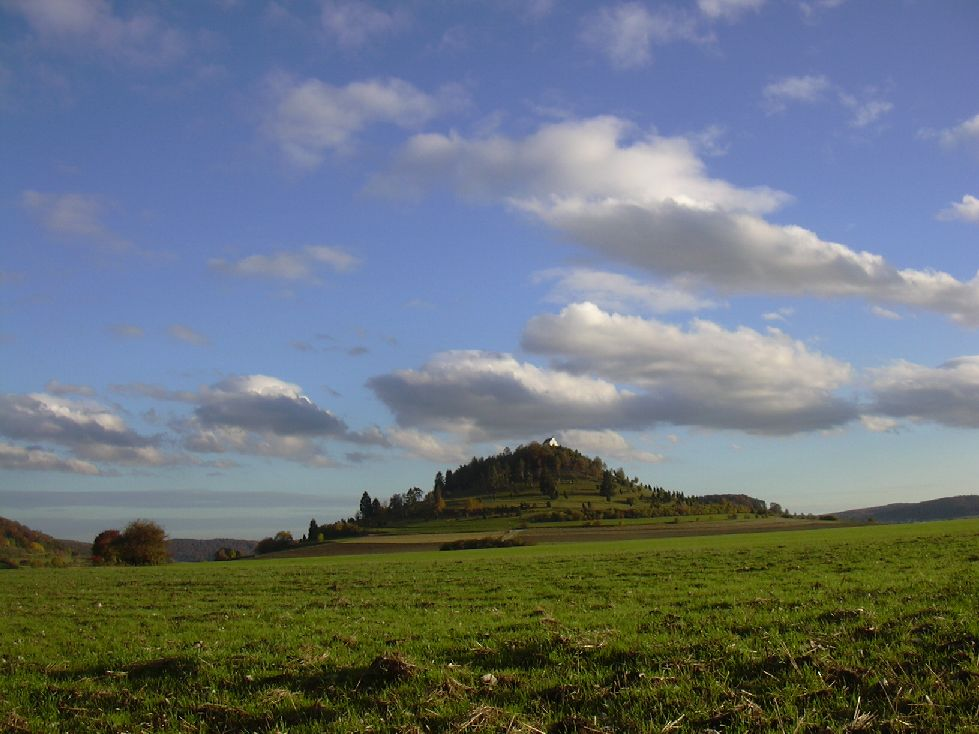
Kornbühl

Burladingen – miasto w Niemczech, w kraju związkowym Badenia-Wirtembergia, w rejencji Tybinga, w regionie Neckar-Alb, w powiecie Zollernalb. Leży w Jurze Szwabskiej, nad rzeką Fehla, ok. 20 km na wschód od Balingen, przy drodze krajowej B32.